# جائزة بامبي

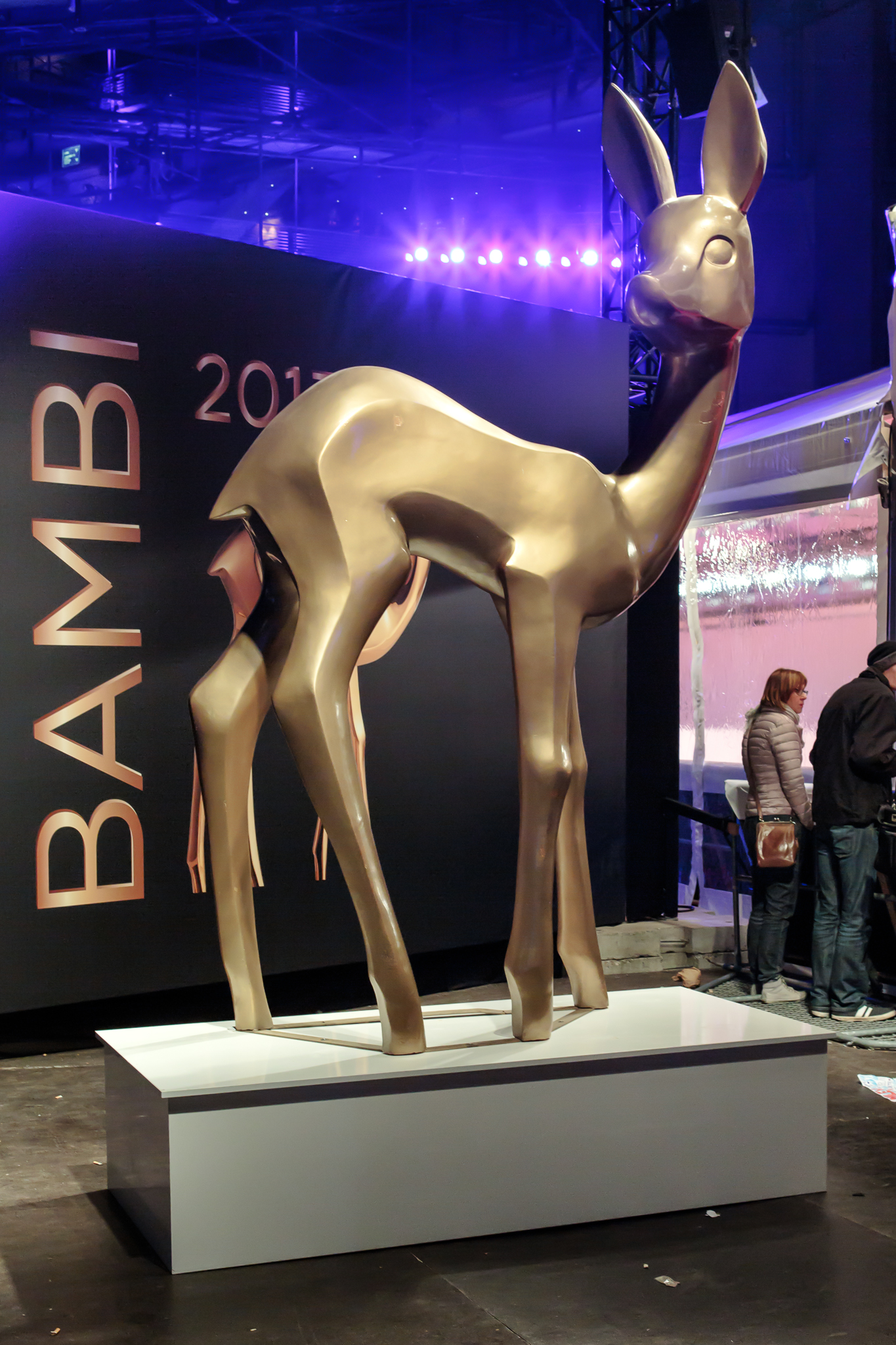

جائزة بامبي (بالإنجليزية: Bambi Award)‏ غالبًا ما تسمى جائزة بامبي، أو تسمى فقط «بامبي»، وهي جائزة ألمانية تقدمها سنويًا «هوبير بوردا ميديا Hubert Burda Media» (مجموعة إعلامية ألمانية مقرها أوفنبرج)، للإعتراف بالتميز في الإعلام والتلفزيون الدولي لشخصيات في الإعلام، والفنون، والثقافة، والرياضة، وغيرها من المجالات «ذات الرؤية والإبداع الذين أثروا وألهموا الجمهور الألماني في ذلك العام»، على الصعيدين المحلي والأجنبي.
أقيمت لأول مرة في عام 1948، وهي أقدم جائزة إعلامية في ألمانيا. تم تسمية الكأس على اسم كتاب فيليكس سالتن «بامبي، حياة في الغابة» وتماثيلها الصغيرة على شكل شخصية الرواية الخيالية. كانت مصنوعة في الأصل من البورسلين حتى عام 1958، عندما تحول المنظمون إلى استخدام الذهب، مع الصب الذي تم بواسطة ورشة الصب الفني لإرنست ستراساكر في سوسن.

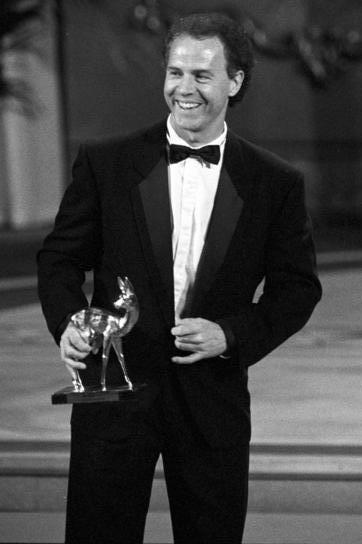
نجم كرة القدم بيكنباور يتسلم جائزة بامبي

من بين الفائزين المتكررين لهذه الجائزة: هاينز رومان، وبيتر ألكسندر، وأو دبليو فيشر، وصوفيا لورين، وماريا شيل، وروك هدسون، وفرانز بيكنباور، وبيير بريس، وسيلين ديون.

## تاريخ الجائزة
نشأت هذه الجائزة في عام 1942، وكان الفائزون بالجائزة الأولى هم الممثلان جان ماريه، وماريكا روك، بالإضافة إلى مدير شركة ديفا (استوديو الأفلام المملوك للدولة في جمهورية ألمانيا الديمقراطية) البروفيسور كورت مايتزيغ، وتم اختيار فيلمه (زواج في الظل) كأفضل فيلم ألماني.
لجنة التحكيم في جوائز بامبي تتألف من الناشر، والثري الألماني (وهو المالك والناشر والشريك العام لشركة هوبير بوردا ميديا)، ورئيس تحرير شركة «هوبير بوردا ميديا».

## وصلات خارجية
https://dbpedia.org/page/Bambi_Award جائزة بامبي
https://ladygaga.fandom.com/wiki/Bambi_Awards جائزة بامبي
https://artsandculture.google.com/entity/m08whn_?hl=id جائزة بامبي
https://www.burda.com/en/news/major-music-stars-bambi-awards/ جائزة بامبي
https://www.the-paulmccartney-project.com/1986/11/paul-receives-a-lifetime-achievement-award-at-the-bambi-awards/ جائزة بامبي